# Dionysios Petosarapis
Sauf précision contraire, les dates de cet article sont sous-entendues « avant l'ère commune » (AEC), c'est-à-dire « avant Jésus-Christ ».

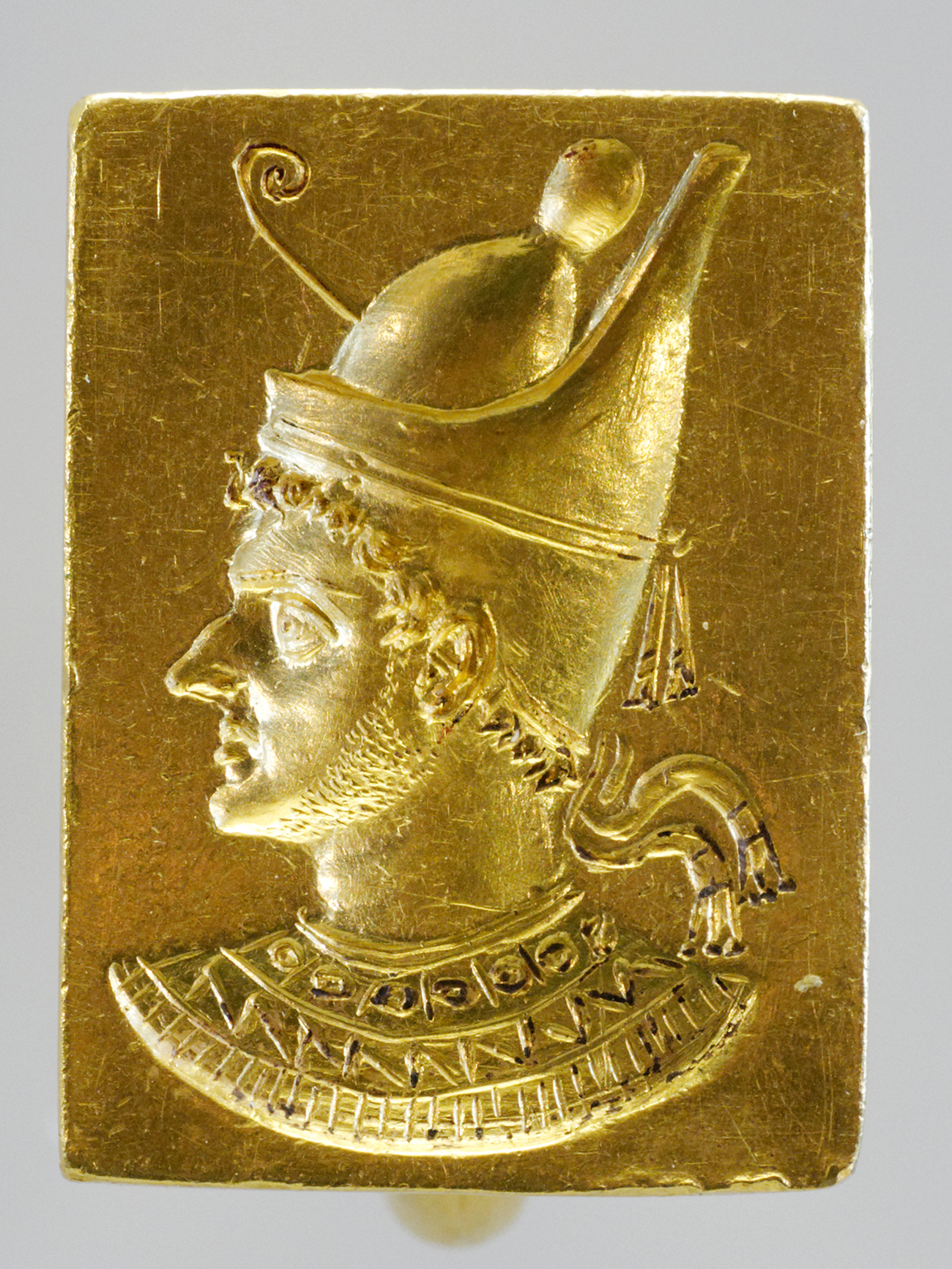
Ptolémée VI représenté avec la double couronne, le pschent.

Dionysios Petosarapis est un proche du roi lagide Ptolémée VI vers 160, qui se soulève contre le pouvoir macédonien. Il porte un nom grec (Dionysios) et un nom égyptien (Petosarapis), l'un étant la traduction de l'autre, on suppose qu'il était d'origine égyptienne et issu d'un mariage mixte.

## Le contexte
En 169, Antiochos IV avait envahi l'Égypte une première fois, Ptolémée VI avait entamé des négociations avec le souverain séleucide, son oncle. Ptolémée VI se réfugie à Memphis, en 168. Antiochos IV affirme porter secours à Ptolémée VI. 
Le Séleucide fait alors le siège d’Alexandrie, mais est obligé de lever le siège à la suite de l’intervention des Romains, en effet, le Sénat romain, qui protégeait Ptolémée VI avait envoyé sur place une délégation dirigée par Caius Popillius Laenas, il négocie avec Antiochos IV, s'affirmant le protecteur de Ptolémée VI.

## La révolte
Dionysios Petosarapis est identifié par un titre aulique, c'est-à-dire un titre de cour, il compte parmi « l'un des amis du roi ». Profitant de la discorde à Alexandrie et de la mésentente entre Ptolémée VI et son frère Ptolémée VIII, censés régner ensemble, il dénonce les notables alexandrins favorables à Antiochos IV et accuse Ptolémée VI de vouloir faire assassiner Ptolémée VIII. Dionysios Petosarapis tente alors un coup de force en rassemblant 4 000 hommes qui livrent une bataille contre les troupes loyalistes près d'Alexandrie ; c'est un échec, le meneur de la révolte s'enfuit alors dans la chôra et tente d'attiser la révolte.